# Cássia Eller
Cássia Rejane Eller (Rio de Janeiro, 10 dicembre 1962 – Rio de Janeiro, 29 dicembre 2001) è stata una cantante e musicista brasiliana.

## Biografia
Dotata di una voce da contralto estremamente grave, nella sua ventennale carriera incise sia canzoni da lei composte sia pezzi affidatile da Renato Russo e Nando Reis; ebbe una relazione sentimentale con quest'ultimo, bisessuale come lei. Morì nel 2001 per un attacco cardiaco.

## Discografia

### Album in studio
- (1990) Cássia Eller
- (1992) O marginal
- (1994) Cássia Eller
- (1997) Veneno antimonotonia
- (1999) Com você... Meu mundo ficaria completo

### Album dal vivo
- (1996) Cássia Eller ao vivo
- (1998) Veneno vivo
- (2001) Acústico MTV
- (2006) Rock in Rio: Cássia Eller ao vivo (postumo)

### Album in studio postumi
- (2002) Dez de dezembro